# No me enseñaste
A No me enseñaste (jelentése spanyolul: ’Nem tanítottál meg rá’) Thalía mexikói énekesnő második kislemeze kilencedik, Thalía című stúdióalbumáról. Szerzői Estéfano és Julio Reyes, producere Estéfano. A dal stílusa rock-ballada, témája romantikus.
Az énekesnő legsikeresebb számai közé tartozik, a harmadik olyan dal, amely 1. helyezést ért el a Billboard Top Latin Songs slágerlistán. Thalía a dal salsa mix változatát a 2002-es Latin Grammy-díjátadón, illetve az albumváltozatot a 2004-es Lo Nuestro díjátadón élőben is elénekelte.

## Videóklip
A dal videóklipjét a finn származású Antti Jokinen rendezte, és New Yorkban forgatták. A klipben Thalía egy garázsban énekel a zenekarral, illetve kint az esőben. A többi kliptől eltérően derékig érő egyenes hajat visel. A klipet először 2002 augusztusában játszották. Sokan az énekesnő egyik legszebb videóklipjének tartják.

## Dallista
CD-maxi kislemez
1. No me enseñaste (Albumváltozat) 4:26
2. No me enseñaste (Marc Anthony Mix / Salsa Remix) 4:30
3. No me enseñaste (Estéfano Mix / Dance Remix) 4:18
4. No me enseñaste (Regional Version) 3:05

## Hivatalos remixek, változatok
- Album Version
- Marc Anthony Mix / Salsa Remix
- Estéfano Mix / Dance Remix
- Regional Version
- Pablo Flores Club Mix (kiadatlan)

## Külső hivatkozások
- No me enseñaste. YouTube